# Resurs-P 2
Resurs-P 2 (russisch Ресурс-П – П «перспективный», P für perspektivisch) ist ein russischer Erdbeobachtungssatellit.
Der Satellit wurde am 26. Dezember 2014 um 18:55 UTC mit einer Sojus-2.1b-Rakete von Baikonur in eine sonnensynchrone Umlaufbahn gebracht. Die Satelliten dieser Baureihe dienen der Ressourcenerkundung der Erde. Die geplante Lebensdauer von Resurs-P 2 beträgt fünf Jahre.

## Technische Daten
Das Hauptinstrument des Satelliten ist die Kamera Geoton-L1 mit einer Öffnung von 50 cm und einer Brennweite von 4 m, die eine Auflösung von 1,0 panchromatisch und 3 bis 4 m multispektral besitzt. Die Schwadbreite beträgt 38 km im Nadir, wobei die Kamera sehr schnell geschwenkt werden kann und so auch stereoskopische Bilder und Bilder außerhalb der Flugbahn aufgenommen werden können. Die Bilder werden mit Hilfe der Sangur-1U Downlink-System in Echtzeit zur Erde übertragen werden. Dazu gehört auch eine Hyperspektralkamera mit 216-Kanälen die Bilder mit einer spektralen Auflösung von 5 bis 10 Nanometer aufnimmt. Sie wiegt 140 kg und kann Bilder mit einer Auflösung von bis zu 30 Metern und einer Schwadbreite von 25 km liefern. Der letzte Teil der bildgebenden Nutzlast besteht aus zwei Multispektralkameras (eine hohe Auflösung und der andere mit mittlerer Auflösung) die im sichtbaren und nahen Infrarot-Wellenlängen zwischen 430 und 900 Nanometern arbeiten. Sie haben einer Auflösung von bis zu 119 km und 23,8 km. Die Kameras können auch in einem panchromatischen Modus betrieben werden, bei dem sich die Auflösung auf 11,9 und 59,4 Kilometer erhöht. Die Schwadbreite beträgt 97,2 km beziehungsweise 442 km.
Zusätzlich zur Fernerkundungsnutzlast trägt Resurs-P 2 (im Gegensatz zu Resurs-P 1) ein Instrument namens Nuklon für die Teilchenphysik. Dieses war als Hauptinstrument der Forschungssatelliten Koronas-Nuklon gedacht, deren Entwicklung jedoch im Jahr 2012 aufgeben wurde. Das Gerät soll hochenergetische kosmische Teilchen mit Energien zwischen 1,012 und 1,015 keV untersuchen und besteht aus einem Spektrometer, einem Szintillator, einer Ionisationskammer und einem Instrument zur Messung der Ladung des einfallenden Partikels. Es wurde von der Staatlichen Universität Moskau entworfen sowie betrieben und von Roskosmos finanziert.
Resurs-P 2 hat weiterhin einen AIS-Empfänger an Bord, um Daten von Schiffen auf See zu sammeln, die der Navigation sowie Such- und Rettungsmaßnahmen dienen können.
Der Satellit beruht auf den Satellitenbus der Jantar-Satelliten. Die Energieversorgung übernehmen zwei Solarzellenausleger von 5,0 × 4,5 m. Gebaut wurde Resurs-P 2 wurde von RKZ Progress, dem Hersteller der Sojus-Raketen.